# ユニウー
ユニウー（Unieux）は、フランス、オーヴェルニュ＝ローヌ＝アルプ地域圏、ロワール県のコミューン。

## 地理
ロワール川渓谷の入り口にあり、グランジャン・ダムに沿うようにしてあるため、コミューンは面積320ヘクタールもの地域圏自然保護区を誇っている。
ユニウーの町はオンデーヌ川谷の中にあり、フィルミニーとは4km、サンテティエンヌとは14km、リヨンとは80kmの距離にある。
町はフィルミニー方面へ向かう県道3号線が通っている。TERローヌ・アルプのリヨン-サンテティエンヌ-ル・ピュイ＝アン＝ヴレ線、フレス＝ユニウー駅がある。

## 歴史
コミューンの創設は1794年にまでさかのぼる。1830年まで、フィルミニーがユニウーの行政を担っていた。初めて自治体議会が開かれたのは1831年である。村の教会が完成する1830年まで、宗教儀式はフィルミニーで行われていた。実際にユニウーの教区民は、フィルミニーの教会の再建費用を負担することを拒否し、信仰の場所を自分たちの土地に建設することにした。1830年にユニウーの墓地が完成し、以後定期的に拡張されていった。
製鉄業のおかげで、鍛冶屋が17世紀初頭のオンデーヌ川導水路沿いにつくられた。
1829年、ジャコブ・オルゼー（fr）がオンデーヌ川沿いでユニウー鉄工所を始めた。1886年6月、郵便局がオルゼー鉄工所近くにできた。
ユニウーは1883年より鉄道駅を持っていたが、駅舎は取り壊された。現在はTER路線が停車する駅であり、乗客の乗り降りを改札で管理しない。

## 由来
地名は1361年にHuniaco、1534年にUgnyeuxであったことが証明されている。
これはガロ＝ローマ時代の土地の名である。-(i)-acumは、ガリア起源で資産の拡張によって土地を意味する接尾辞である。接尾辞のこの土地での変化は、最終的に-(i)-eu(x)となった。-euxは、ロワール県の多くの地名で接尾辞となっているのが見受けられる。地名の最初の要素はゲルマン起源の人名Huno · かUnno · である。

## 人口統計
| 1962年 | 1968年 | 1975年 | 1982年 | 1990年 | 1999年 | 2008年 | 2014年 |
| ------ | ------ | ------ | ------ | ------ | ------ | ------ | ------ |
| 7718   | 8428   | 9092   | 8265   | 8064   | 8339   | 8504   | 8927   |

参照元:1962年から1999年までは複数コミューンに住所登録をする者の重複分を除いたもの。それ以降は当該コミューンの人口統計によるもの。1999年までEHESS/Cassini、2006年以降INSEE。

## 姉妹都市
- ミネーオ、イタリア